# WWE All Stars
WWE All Stars er et wrestlingspil baseret på WWE der udgives til PlayStation 2, PlayStation 3 og Xbox 360 i foråret 2011.

## Stil
Spillet er kendetegnet ved en meget speciel udtryksmæssig stil. Wrestlerne er alle ekstremt overdrevne i udseende, hvor musklerne er tegneserieagtigt store, og deres manøvre og angreb også er væsentligt overdrevent, for at give det en mere arcade og fiktionspræget stil. Spillemæssigt er det også mere arcadepræget, med fokus på combos.

## Roster
Legender
- The Rock
- Randy Savage
- Hulk Hogan
- Steve Austin

Superstars
- John Cena